# تورولد راجرز
جیمز ادوین تورولد راجرز (James Edwin Thorold Rogers) (زاده ۲۳ مارس ۱۸۲۳ میلادی - درگذشته ۱۴ اکتبر ۱۸۹۰ میلادی)، معروف به تورولد راجرز، اقتصاددان، تاریخ‌دان و سیاستمدار لیبرال انگلیسی بود که از ۱۸۸۰ تا ۱۸۸۶ در مجلس عوام بریتانیا حضور داشت. او روش‌های تاریخی و آماری را برای تجزیه و تحلیل برخی از سوالات کلیدی اقتصادی و اجتماعی در انگلستان دورهٔ ویکتوریا به کار گرفت. وی به عنوان مدافع تجارت آزاد و عدالت اجتماعی، خود را از برخی دیگر در مدرسه تاریخی انگلیسی متمایز کرد.

## پیشینه و سال‌های شکل‌گیری
راجرز در مین غربی، همپشایر متولد شد. او پسر جورج وینینگ راجرز و مری ان بلیت، دختر جان بلیت، بود. وی در کالج کینگز لندن و مگدالن هال، آکسفورد تحصیل کرد. او پس از اخذ مدرک درجه یک در سال ۱۸۴۶ میلادی، فوق لیسانس خود را در سال ۱۸۴۹ میلادی از مگدالن دریافت کرد و کشیش شد. او که عضوی از کلیسای عالی بود، سرپرستی سنت پل در آکسفورد را بر عهده گرفت و از سال ۱۸۵۴ تا ۱۸۵۸ میلادی، داوطلبانه به عنوان دستیار سرپرست در هدینگتون فعالیت می‌کرد، تا زمانی که دیدگاه‌هایش تغییر کرد و به سیاست روی آورد. راجرز در به دست آوردن «قانون رافع صلاحیت کشیشان» ، که اولین بهره‌مند از آن بود، نقش کلیدی داشت و اولین مردی بود که به‌طور قانونی در سال ۱۸۷۰ میلادی از تعهدات کشیشی خود عقب‌نشینی کرد.
برای مدتی، ادبیات باستانی یونان و روم حوزه اصلی فعالیت او بودند. او با موفقیت خود را وقف آموزش ادبیات باستانی یونان و روم و فلسفی در آکسفورد کرد و انتشارات او شامل ویرایشی از اخلاق ارسطو (در سال ۱۸۶۵ میلادی) بود.

## حکایت‌ها

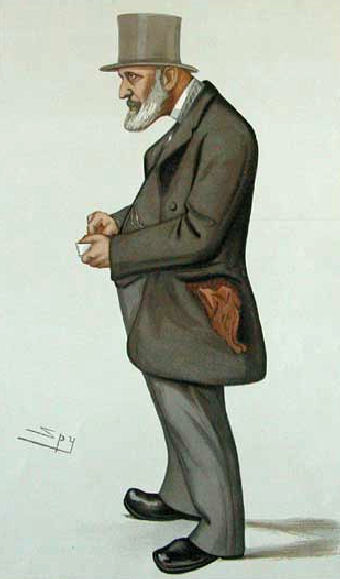
کاریکاتور راجرز توسط لزلی وارد از ونیتی فیر

روزنامه‌نگار ویکتوریایی جورج دبلیو. ئی. راسل (1953-1919) به تبادل نظر بین راجرز و بنیامین جاوت (پانزده فصل از خود-زندگی‌نامه، 1914، ۱۱۱–۲) اشاره می‌کند:
یکی دیگر از اساتید ما - جی.ئی. تورولد راجرز - اگرچه شاید به ندرت یک نامدار باشد، در خارج از آکسفورد به خوبی شناخته شده بود، تا حدی به این دلیل که او اولین کسی بود که طبق قانون ۱۸۷۰ منصب کشیشی را رها کرد، تا حدی به دلیل تلاش‌های واقعاً دانشمندانه‌اش در تاریخ و اقتصاد، و تا حدی به دلیل طنز رابله او. او به نوشتن متن‌های طعنه‌آمیز و خواندن آن‌ها برای دوستانش علاقه داشت و این عادت یک واکنش مشخص از سوی جاوت ایجاد کرد. راجرز فقط با مورخان مکتب جدید کم و بیش دوستی داشت و بنابراین تحسین متقابل گرین و فریمن را مورد تمسخر قرار می‌داد.
«وقتی که فریمنِ پرخاشگر از یک ظرف سوپ‌خوری بزرگ، روغن را با ملاقه برمی‌دارد، وی را بنگرید که اشتباهی آن را روی گرین احمق می‌ریزد.»

جاوت هم با صدای آرام و لرزانش پاسخ داد: «راجرز این یک آنتی‌تز غلط است. کاملاً محتمل است که حماقت و پرخاش کرد»

## اقتصاد سیاسی
همزمان با این وظیفه‌ها، او در رشته اقتصاد تحصیل می‌کرد. او از سال ۱۸۵۹ تا زمان مرگش، اولین استاد آمار و علوم اقتصادی توک در کالج کینگ لندن بود. در طول این مدت او همچنین استاد دراموند در اقتصاد سیاسی در «کالجِ آل سولزِ آکسفورد» بین سال‌های ۱۸۶۲ و ۱۸۶۷ میلادی بود و پس از آن، بونامی پرایس به جای او انتخاب شد. در این دوره، او دوست و پیرو ریچارد کابدن شد. ریچارد حامی تجارت آزاد، عدم مداخله در اروپا و پایان دادن به گسترش امپراتوری بود. راجرز در اولین دوره تصدی خود به عنوان استاد دراموند، با ریچارد ملاقات کرد. راجرز در مورد کابدن می‌گوید: «او می‌دانست که … اقتصاد سیاسی … بسیار استنتاجی بوده یا باید باشد و یک اقتصاددان بدون حقایق مانند یک مهندس بدون مواد و ابزار است.» راجرز حقایق زیادی در اختیار داشت: تأثیرگذارترین آثار وی ۶ جلدی تاریخچه کشاورزی و قیمتها در انگلستان از ۱۲۵۹ تا ۱۷۹۵‏ و شش قرن کار و معاش بود. او ۲۰ سال را صرف جمع‌آوری حقایق برای اثر اخیر نمود.
او به عنوان رئیس اولین روز «کنگره تعاونی» 1875 میلادی خدمت کرد. وی در سال ۱۸۸۰ بمیلادی ه عنوان نماینده لیبرال پارلمان (MP) ساوت وارک انتخاب شد و این کرسی را تا «مصوبه بازتوزیع صندلی‌های ۱۸۸۵ میلادی» در اختیار داشت. در انتخابات عمومی ۱۸۸۵ او به عنوان نماینده برموندسی انتخاب شد و این کرسی را تا سال ۱۸۸۶ حفظ کرد. در سال ۱۸۸۳ میلادی در کالج ووستر آکسفورد، در زمینه اقتصاد سیاسی سخنرانی کرد و در سال ۱۸۸۸ میلادی دوباره به عنوان استاد دراموند انتخاب شد.

## خانواده
راجرز در دسمبر ۱۸۵۴ با ان سوزانا شارلوت رینولدز، دختر هنری رئول رینولدز، وکیل خزانه داری ازدواج کرد. آن‌ها یک دختر به نام انی مری ان هنلی راجرز داشتند که از حامیان فعال حزب لیبرال، تحصیلات عالی برای زنان و حق رأی زنان بود. بین دسمبر ۱۸۵۰ و ژانویه ۱۸۵۳ (مرگ همسر اولش)، او با آنا، تنها دختر ویلیام پسکت، جراح در پترسفیلد همپشایر ازدواج کرده بود.

## آثار
- A History of Agriculture and Prices in England from 1259 to 1793 (1866–1902), 7 vols. I, II (1866), III, IV (1882), V, VI (1887), VII, Part I, VII, Part II (1902)
- Speeches on questions of public policy by John Bright, M.P. Preface by James E. Thorold Rogers, editor. 2 vols. London: Macmillan and Co. (1868)
- Adam Smith, An Inquiry into the Nature and Causes of the Wealth of Nations, 2 vols. (1869); revised edition (1880); on line at Osmania University, Digital Library of India, Internet Archive. Preface by Thorold Rogers pp. v–xxx1x and v. II (1869)
- Historical Gleanings, A Series of Sketches (Montagu, Walpole, Adam Smith, Cobbett), London: Macmillan (1869)
- Speeches on Questions of Public Policy by Richard Cobden, M.P. , Edited by John Bright and James E. Thorold Rogers, London, T. Fisher Unwin (1870). Preface by Thorold Rogers. v. 1 شابک ‎۱−۸۴۷۰۲−۹۱۵−۹ v. 2 شابک ‎۱−۴۲۵۴−۹۲۲۳−۱; third ed. (1908) on line at Library of Economics and  Liberty
- Cobden and Modern Political Opinion. Essays on certain political topics, London, Macmillan (1873) on line. بایگانی‌شده  در ۵ ژوئن ۲۰۱۱ توسط Wayback Machine[بدون شابک]
- A Complete Collection of the Protests of the Lords: With Historical Introductions, Vol. 1 1624–1741. Oxford, Clarendon Press; London, Macmillan & Co. (1875) On line. vol. 2. 1741–1825; vol. 3. 1826–1874.
- Public Addresses by John Bright, M.P., ed. James E. Thorold Rogers, Preface by Thorold Rogers, pp. v–xi. 2nd ed., revised.  London, Macmillan (1879) On line.
- Six Centuries of Work and Wages: The History of English Labour 2 vols. London, Swan Sonnenschein (1884) شابک ‎۰−۴۱۵−۳۸۲۲۹−۷ – McMaster. On line.
- The First Nine Years of the Bank of England, London, Macmillan (1887)  Internet Archive, on line.
- The Relations of Economic Science to Social and Political Action. London: Swan Sonnenschein (1888).
- The Economic Interpretation of History London, G.P. Putnam's Sons (1888); T. Fisher Unwin (1909).
- Holland. London, T. Fisher Unwin (1888); New York, G.P. Putnam's Sons (1889)
- The Industrial and Commercial History of England: Lectures Delivered to the University of Oxford,  ed. Arthur G. L. Rogers. New York, G. P. Putnam, 1892.  Google Books, on line.